# Legends Never Die (bài hát của Against the Current)
"Legends Never Die" là một bài hát của ban nhạc pop rock người Mỹ Against the Current. Nó được phát hành vào ngày 24 tháng 9 năm 2017, là bài hát độc quyền cho Giải vô địch thế giới Liên minh huyền thoại 2017. Bài hát được viết bởi đội ngũ âm nhạc của Riot Games, Alex Seaver và Justin Tranter và được sản xuất bởi Alex Seaver và Oliver. Alan Walker đã tạo ra một bản phối lại của bài hát.
Vào ngày 18 tháng 10 năm 2017, MV chính thức được phát hành trên kênh YouTube của Riot Games.

## Danh sách phát hành
| Phát hành trực tuyến | Phát hành trực tuyến | Phát hành trực tuyến |
| STT                  | Nhan đề              | Thời lượng           |
| -------------------- | -------------------- | -------------------- |
| 1.                   | "Legends Never Die"  | 3:55                 |

| Phát hành trực tuyến - Bản phối lại | Phát hành trực tuyến - Bản phối lại     | Phát hành trực tuyến - Bản phối lại |
| STT                                 | Nhan đề                                 | Thời lượng                          |
| ----------------------------------- | --------------------------------------- | ----------------------------------- |
| 1.                                  | "Legends Never Die" (Alan Walker Remix) | 2:47                                |